# Kermadec Islands Marine Reserve
Koordinaten: 29° S, 178° W

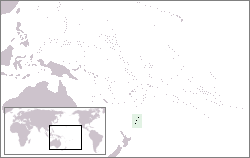
Lage der Kermadecinseln

Das Kermadec Islands Marine Reserve (KIMR), vereinzelt auch Kermadec Marine Reserve genannt, ist das größte Meeresschutzgebiet Neuseelands.
Es umfasst die Gewässer im Archipel der nördlich der Nordinsel liegenden Kermadecinseln, von der Inselküste bis zu einer Entfernung von 12 Seemeilen. Es beinhaltet somit eine Fläche von 745.000 ha (7450 km²). Das Kermadec Islands Marine Reserve wurde im November 1990 gegründet und wird vom neuseeländischen Department of Conservation verwaltet.